# Chitonida
Ordre
Les Chitonida sont un ordre marin de mollusques de la classe des polyplacophores.

## Liste des sous-ordres
Selon World Register of Marine Species (3 novembre 2024) :
- Acanthochitonina
- Chitonina

## Liste des familles
Selon GBIF (3 novembre 2024) :
- Acanthochitonidae
- Callistoplacidae
- Chaetopleuridae
- Chitonidae
- Chloriplacidae
- Cryptoplacidae
- Hemiarthridae
- Ischnochitonidae
- Loricidae
- Makarenkoplacidae
- Mopaliidae
- Ocmazochitonidae
- Schizochitonidae
- Schizoplacidae
- Spinochitonidae
- Tonicellidae